# 국주회

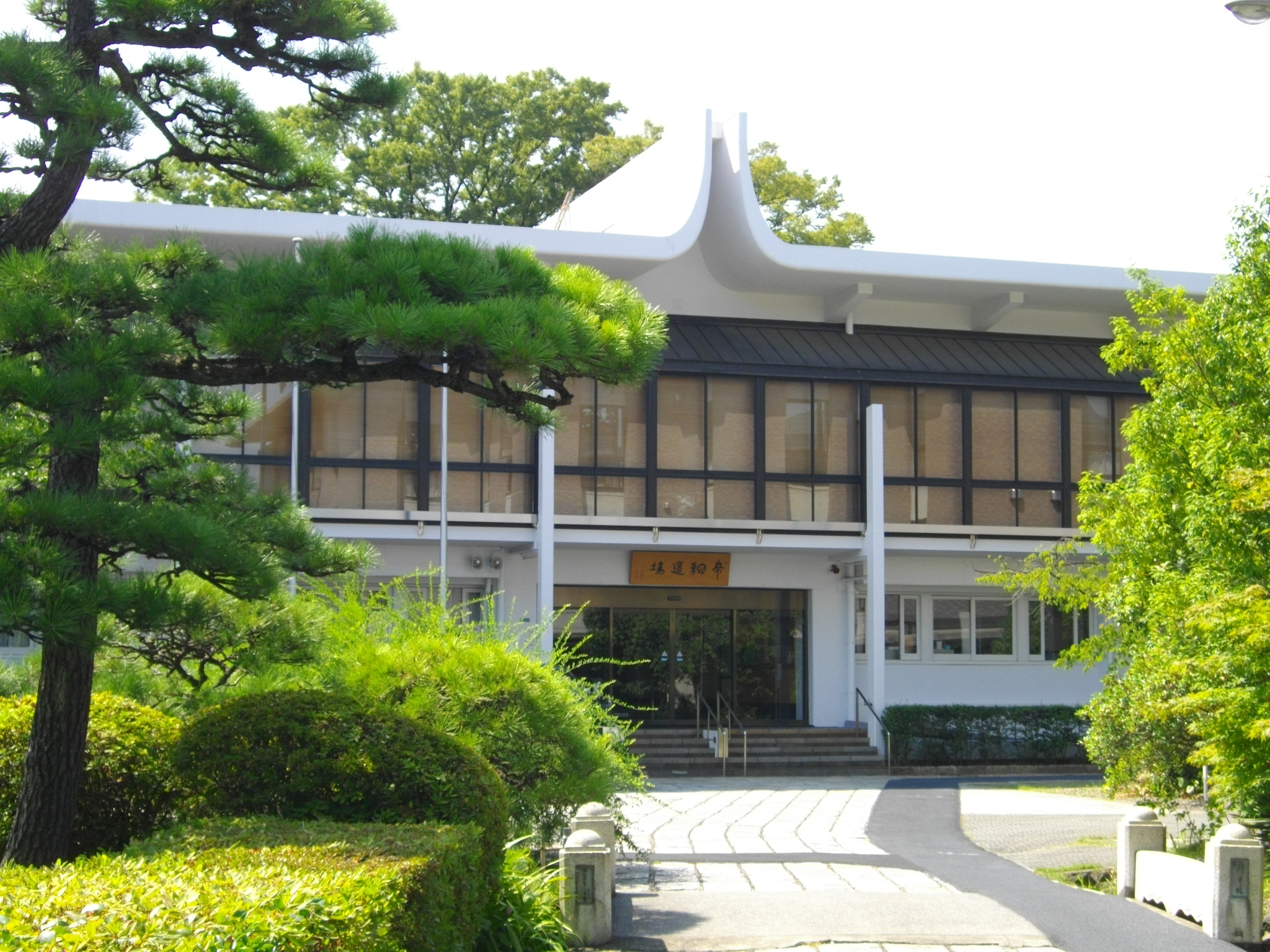
종교법인 국주회 본부.

국주회(일본어: 國柱會 코쿠츄카이[*])는 일련종 승려 출신의 타나카 치가쿠가 창설한 법화종계 재가불교 단체다. 순정일련주의를 신봉하는 우익 단체로 알려져 있다. 국주회라는 명칭은 일련의 3대청원 중 하나인 “우리 일본의 기둥이 되어라”로부터 명명된 것이다. 독립된 종단으로서의 정식 명칭은 본화묘종(本化妙宗)이다.
전전 일본에서 국가주의적 슬로건으로서 이용되던 팔굉일우를 최초로 표방한 것이 국주회였고, 그 말 자체가 치가쿠가 만들어낸 조어였다. “일련주의”라는 표현도 국주회에서 처음 사용하기 시작했다. “주의”라는 개념 자체가 메이지 이후 유입된 서양철학에서 유래된 것으로, 일련주의라는 개념 자체가 일련교학의 근대적 체계화의 일단을 나타내는 것이다.
국주회의 근본이념은 사단제도에 의해 형해화되어 버린 전통종문(宗門)의 개혁과 근대화를 재가주의의 입장에서 지향하는 것이다. 분파화된 법화종・일련종의 각 종단들을 통일하고, 더 나아가 법화일승(法華一乗)의 이름으로 전종파・전종교를 통일(일천사해개귀묘법)을 위한 종교혁명 및 황조황종(皇祖皇宗)의 일본국체를 법화경에 기초하여 체계화하는 것을 궁극적 목표로 삼는다.